# Jerzy Granowski
Jerzy Granowski (ur. 26 lutego 1948 w Bochni) – dziennikarz, poeta, grafik, rzeźbiarz. 

## Życiorys
Absolwent Wydziału Dziennikarstwa i Nauk Politycznych na Uniwersytecie Warszawskim oraz Wydziału Transportu Kolejowego na Politechnice Śląskiej
W latach 70. był członkiem Koła Młodych Literatów przy ZLP O/Katowice. Jest członkiem Stowarzyszenia Dziennikarzy RP. 
Publikował wiersze w prasie śląskiej, PR Katowice oraz 
zbiorowych albumach poetyckich i w antologiach. Autor e-booka Na żelaznych drogach (Wyd. SMFG Katowice 2008, ISBN 978-83-927050-0-0) ze słuchowiskami o tematyce kolejowej, książki poetyckiej Wstaniemy o świcie, poezji haiku Błyskawice dla dobrych ludzi, bajki: Przygoda Ignasia z ilustracjami Agnieszki Janik i Przygoda Amelki z ilustracjami Adriany Omylak oraz Kolej w poezji i grafice.
W latach 1979–1986 współpracował z Redakcją Literacką, Ekspresem i Śląską Falą w Polskim Radiu Katowice; 1986–1989 był wykładowcą na kursach kwalifikacyjnych II st. redaktorów radia zakładowego oraz prezenterów dyskotek w Wojewódzkim Ośrodku Kultury. Redagował piątkowy „Magazyn motoryzacyjny” Radia Plesino w Pszczynie (1994). Korespondent miesięcznika „Magazyn Wędkarski” (1997).
W latach 1987–1990 był przewodniczącym Zarządu Wojewódzkiego Klubu Pracowników Radia Zakładowego w Katowicach, oraz Zarządu Międzyredakcyjnego Koła Dziennikarzy Zakładowych SDRP 1990–2003 w Oddziale Katowickim. Od 2013 członek honorowy Międzynarodowego Stowarzyszenia Artystów, Autorów, Dziennikarzy i Prawników - Virtualia ART w Belgii, Grupy Literackiej "Zdanie" oraz Grupy Artystycznej "Sztuka bez barier 14".

## Publikacje książkowe
- Wstaniemy o świcie - poezja (Wyd. Miniatura Kraków 2011,ISBN 978-83-7606-307-2)
- Błyskawice dla dobrych ludzi - poezja haiku (Wyd. SMFG Katowice 2014, ISBN 978-83-927050-5-5)
- Przygoda Ignasia - bajka z ilustracjami Agnieszki Janik (Wyd. SMFG Katowice 2015, bajka ISBN 978-83-927050-6-2)
- Przygoda Amelki - z ilustracjami Adriany Omylak (Wyd. SMFG Katowice 2016, ISBN 978-83-943943-0-1)
- Kolej w poezji i grafice - poezja i linoryty, wydanie trójjęzyczne (Język polski, angielski i niemiecki) (Wyd. SMFG Katowice 2017, ISBN 978-83-943943-1-8)
- Złota Rybka - poetycko i turystycznie - wiersze i teksty piosenek z partyturami, zilustrowane autorskimi linorytami (Wyd. Echa Kultury Katowice 2021, ISBN 978-83-943943-4-9)

## Wyróżnienia
- Nagroda główna PR Katowice za słuchowiska: „Za pieniądze nawet do piekła” (1983) oraz „Decyzje” (1984) (Wyemitowane w PR Katowice).
- Nagroda główna Poleskiego Ośrodka Sztuki w Łodzi w ogólnopolskim konkursie songwriterskim "Czekamy, Czekamy!" im. Roberta Brylewskiego za tekst i kompozycję utworu "Złota Rybka". Piosenka znalazła się na zbiorowej płycie CD "Czekamy, Czekamy!", wydanej w Łodzi w marcu 2021 roku.

## Słuchowiska radiowe
- 26.12.1982 Polskie Radio Katowice – „Mikrofon i Muzy" – słuchowisko pt. "Za pieniądze nawet do piekła".
- 04.03.1984 Polskie Radio Katowice – „Mikrofon i Muzy" – słuchowisko pt. "Decyzje".

## Wybrane publikacje w wydawnictwach zbiorowych
- [Bez tytułu] – Antologia Plezantropia – Wydawnictwo Goddam Agencja Artystyczna Piaseczno – grudzień 2009 – ISBN 978-83-930190-0-7.
- Wolny Wagon Poetycki – Antologia – Grupa poetycka WARS – Wydawnictwo Komograf Warszawa – grudzień 2010 – ISBN 978-83-62769-04-9.
- Myśli w słowach zapisane – Antologia – Małe Wydawnictwo Kraków – grudzień 2010 – ISBN 978-83-929708-8-0.
- Szybki pociąg haiku – Antologia – Grupa poetycka WARS – Wydawnictwo Komograf Warszawa – październik 2011 – ISBN 978-83-62769-26-1.
- Sudecki Pociąg Poetycki – Antologia – Grupa poetycka WARS – Wydawnictwo Komograf Warszawa – lipiec 2012 – ISBN 978-83-62769-50-6.
- Skrajnie emocjonalni – III Antologia poezji – Wydawnictwo KryWaj Koszalin 2013 – ISBN 978-83-934561-5-4.
- Letni Expres Poetycki – Almanach Literackiej PKP-Jazdy – Wydawnictwo Komograf Warszawa – wrzesień 2013 – ISBN 978-83-62769-79-7.
- Papilarne linie pióra – Antologia poezji – Wydawnictwo KryWaj Koszalin 2014 – ISBN 978-83-64234-21-7.
- Pociąg naszego wieku - Antologia poezji Literackiej PKP-Jazdy - Wydawnictwo Komograf Warszawa – maj 2015 – ISBN 978-83-64739-15-6.
- Naszym zdaniem - Antologia Grupy Literackiej "Zdanie", Wyd. SMFG Katowice 2016, ISBN 978-83-927050-3-1.
- Literáti na trati III - aneb železnice bez hranic - Wydalo nakladelstvi Epika - Jindřichův Hradec - 2016 - ISBN 978-80-88113-49-2. (Poezja po polsku i czesku oraz linoryty)
- Kondycja dzisiejszej polskiej poezji - Wydawnictwo Armagraf Krosno  2017, ISBN 978-8365121-95-0.
- Boski chór - Księga Życia - Dramat Boski - Tom 5 - Wydawca CreateSpace Independent Publishing Platform  USA 2018, ISBN 978-1719137423, ISBN 101719137420.
- Chorzowskie Zeszyty Dydaktyczne - Tom XVII - Wydawca: Agencja Wydawniczo-Reklamowa "map" 2019. ISSN 1734-1671Z.
- Złączeni słowem - Międzynarodowa antologia VII Festiwalu Poezji Słowiańskiej Czechowice-Dziedzice 2019 - Wydawca: Stowarzyszenie Autorów Polskich O/Bielsko-Biała ISBN 978-83-64784-66-8.
- Boski Chór - Księga Cassandry - Tom 17 - Wydawca Publishing Platform USA - LULU 2019, ISBN 978-1-79477-579-4.
- Kлюч кьм Светлината - Międzynarodowa antologia Festiwalu Poezji Plovdiv 2020 w Bułgarii, ISBN 978-619-236-185-3.

Ponad 70 publikacji rozproszonych (wiersze, recenzje, wstępy i posłowia), w kilkunastu książkach, czasopismach społeczno-kulturalnych, literackich i artystycznych oraz w Polskim Radiu.

## Ilustracje książek
- Cieniobranie – Marta Gracz (poezja) – Wydawnictwo Mart-Gra Rybnik 2012 – ISBN 978-83-934435-0-5. Jerzy Granowski – Linoryty: "Mądrość, "Odpoczywająca", "Zmierzch słońca", "Przed lustrem", "Przywiązani", "Okno na świat", "Samotność".
- Kameleony – Izabela Monika Bill (poezja) – Wydawnictwo RedMedia Warszawa 2012  – ISBN 978-83-935483-0-9. Jerzy Granowski – Linoryty: "Ewa", "Narodziny słońca", "Odpoczywająca". "Pierwsza Dama Świata", "Przed Lustrem", "Wokalistki".
- Literáti na trati III - aneb železnice bez hranic - Wydalo nakladelstvi Epika - Jindřichův Hradec - 2016 - ISBN 978-80-88113-49-2. Jerzy Granowski - Linoryty: "Gdzieś w Beskidach", "Lokomotywownia", "Na bocznicy", "Wyjazd ze stacji", "Lokomotywka T1-009".

## Redakcja i wydanie książek
- Śmiertelnie ciekawe. Próby - Adam H.A. Michniewicz, Wyd. SMFG Katowice 2014, ISBN 978-83-927050-1-7.
- Śniadanie na trawie - Krystian Prynda, Wyd. SMFG Katowice 2015, ISBN 978-83-927050-8-6.
- Zpustkiwstanie - Patrycja Łyżbicka, Wyd. SMFG Katowice 2016, ISBN 978-83-927050-2-4
- Wychowani do śmierci - Adam H.A. Michniewicz, Wyd.SMFG Katowice 2016, ISBN 978-83-927050-7-9.
- ABC Ruchu drogowego dla dzieci PRZEZORNOŚĆ - red. Yvette Poplawska, Wyd. SMFG Katowice 2016, ISBN 978-83-927050-9-3.
- Naszym zdaniem - Antologia Grupy Literackiej "Zdanie", Wyd. SMFG Katowice 2016, ISBN 978-83-927050-3-1.
- Idę... - - Elżbieta Anna Podleśna, Wyd. SMFG Katowice 2017, ISBN 978-83-943943-2-5.
- Tchnienie - Michalia Bielas, Wyd. Echa Kultury 2021, ISBN 978-83-943943-3-2.